# 杰克逊县 (肯塔基州)
傑克遜縣（英語：Jackson County）是位於美國肯塔基州東部坎伯蘭高原的一個縣。面積898平方公里，根據美國2000年人口普查數字，共有人口13,495人。縣治麥基 (McKee)。
成立於1858年4月25日。縣名紀念第七任總統安德魯·傑克遜。本縣是一個禁酒的縣。